# Puhovo (Chorwacja)
Puhovo – wieś w Chorwacji, w żupanii zagrzebskiej, w mieście Dugo Selo. W 2011 roku liczyła 710 mieszkańców.